# Hur man botar en fanatiker
Hur man botar en fanatiker: Och om att skriva (originaltitel How to Cure a Fanatic) är en bok av Amos Oz. Den gavs första gången ut 2006.

## Handling
Boken handlar bland annat om fanatismens natur, om vem som blir fanatiker och hur man ska göra för att bemöta och bekämpa fanatismen. Han skriver även om läget i Israel, en kamp mellan palestinier och israeler där båda sidor har rätt, enligt honom. Konflikten måste lösas genom en kompromiss om den inte ska fortsätta för evigt.
Enligt Oz är "botemedlet" mot fanatism: Fantasi, inlevelseförmåga/empati, nyfikenhet, vilja att kompromissa och humor. En fanatiker kan "botas"genom att hen lär sig att sig se världen ur andras synvinkel, leva sig in i andras situationer, kunna kompromissa för att nå samförstånd och våga skratta åt sig själv. 
Han berättar även om sin skrivprocess på ett underhållande sätt, bland annat om hur han får sin inspiration genom att "krypa in under andra människors skinn", det vill säga försöka sätta sig in i deras situation.